# Thalamita iranica
Thalamita iranica is een krabbensoort uit de familie van de Portunidae. De wetenschappelijke naam van de soort is voor het eerst geldig gepubliceerd in 1946 door Stephensen.